# Sintagma preposicional

Esquema de un sintagma preposicional en italiano

En sintaxis, el sintagma preposicional (SP) o construcción preposicional (CP) está  formado por una preposición (u otro tipo de adposición) que funciona como núcleo sintáctico y asigna caso al sintagma nominal o sintagma determinante que le sigue (más raramente puede seguir un sintagma adjetivo o adverbial).
Algunos ejemplos de sintagmas preposicionales en español son:
[SNN [SPP SN] ]: libro de física.
[SNN [SPP SD] ]: viento del norte.
[SVV [SPP SN] ]: carece de preparación.
[SVV [SPP SAdj] ]: Perdió por imprudente.
[SVV [SPP SAdv] ]: vete para allá.
En lenguas como el turco o el japonés que tienen postposiciones en lugar de preposiciones el equivalente del sintagma preposicional cierra con una posposición y todo el complemento postposcional precede al nombre al que complementa:
(japonés) [SN [SPSN P] N ] zibun no hon (él-mismo de libro) 'su propio libro'
(turco) [SP[SNN Pos] P] otel-im-de (hotel-1ª-en) 'en mi hotel'

## El sintagma preposicional en el español
El nexo subordinante puede ser una de las siguientes preposiciones o elementos de carácter preposicional: a, ante, bajo, (cabe), con, contra, de, desde, en, entre, hacia, hasta, para, por, según, sin, (so), sobre, tras, durante, mediante, salvo, vía, pro y excepto o una locución prepositiva o preposición compuesta. Véase preposición.
En castellano además existen construcciones anómalas con doble preposición como: voy a por ella. Funcionalmente esas secuencias de dos preposicones son en realidad preposiciones compuestas que funcionan sintácticamente como una única preposición. Otros ejemplos de preposiciones compuestas del español son: por entre, por sobre, de entre, desde entre, para con, tras de, etc.